# Nebel und Warinsee
Nebel und Warinsee este o arie protejată (arie de protecție specială avifaunistică — SPA) din Germania întinsă pe o suprafață de 3.010 ha, integral pe uscat.

## Localizare
Centrul sitului Nebel und Warinsee este situat la coordonatele 53°44′53″N 12°15′00″E / 53.7481°N 12.25°E.

## Înființare
Situl Nebel und Warinsee a fost declarat arie de protecție specială avifaunistică în aprilie 2008 pentru a proteja 19 specii de animale.

## Biodiversitate
Situată în ecoregiunea continentală, aria protejată nu include niciun habitat protejat.
La baza desemnării sitului se află mai multe specii protejate de  păsări (19): pescăruș albastru (Alcedo atthis), buhai de baltă (Botaurus stellaris stellaris), barză albă (Ciconia ciconia ciconia), barză neagră (Ciconia nigra), erete de stuf (Circus aeruginosus), cristeiul de câmp (Crex crex), ciocănitoarea de stejar (Dendrocopos medius), ciocănitoare neagră (Dryocopus martius), muscar (Ficedula parva), Grus grus grus, codalb (Haliaeetus albicilla), sfrâncioc roșiatic (Lanius collurio), ciocârlie de pădure (Lullula arborea), Luscinia svecica cyanecula, gaia neagră (Milvus migrans), gaia roșie (Milvus milvus), viespar (Pernis apivorus), cresteț pestriț (Porzana porzana), silvie porumbacă (Sylvia nisoria).